# Circondario del Meclemburgo Nordoccidentale
Il circondario del Meclemburgo Nordoccidentale (in tedesco Landkreis Nordwestmecklenburg) è un circondario del Land tedesco del Meclemburgo-Pomerania Anteriore.

## Storia
Il circondario fu creato nel 1994.
Il 4 settembre 2011 incorporò la città extracircondariale di Wismar.

## Geografia antropica
Il circondario del Meclemburgo Nordoccidentale si compone di tre comuni extracomunitari (Amtsfreie Gemeinden) e nove comunità (Ämter), che raggruppano complessivamente 8 città e 86 comuni.

(Abitanti il 31 dicembre 2022)

### Comuni extracomunitari (Amtsfreie Gemeinden)
1. Grevesmühlen, città (10 538)
2. Insel Poel (2 528)
3. Wismar, città anseatica e Große kreisangehörige Stadt (43 878)

### Comunità (Ämter)
sede del capoluogo *
- 1. Amt Dorf Mecklenburg-Bad Kleinen (14 447)

1. Bad Kleinen (3 743)
2. Barnekow (602)
3. Bobitz (2 493)
4. Dorf Mecklenburg * (3 346)
5. Groß Stieten (640)
6. Hohen Viecheln (734)
7. Lübow (1 587)
8. Metelsdorf (516)
9. Ventschow (786)

- 2. Gadebusch (10 333)

1. Dragun (755)
2. Gadebusch, città * (5 457)
3. Kneese (353)
4. Krembz (886)
5. Mühlen Eichsen (976)
6. Roggendorf (1 058)
7. Rögnitz (186)
8. Veelböken (662)

- 3. Grevesmühlen-Land[4] (8 532)

1. Bernstorf (376)
2. Gägelow (2 551)
3. Roggenstorf (437)
4. Rüting (532)
5. Stepenitztal (1 704)
6. Testorf-Steinfort (651)
7. Upahl (1 654)
8. Warnow (627)

- 4. Klützer Winkel (10 979)

1. Boltenhagen (2 633)
2. Damshagen (1 354)
3. Hohenkirchen (1 222)
4. Kalkhorst (1 836)
5. Klütz, città * (3 153)
6. Zierow (781)

- 5. Lützow-Lübstorf (13 623)

1. Alt Meteln (1 186)
2. Brüsewitz (1 961)
3. Cramonshagen (528)
4. Dalberg-Wendelstorf (556)
5. Gottesgabe (767)
6. Grambow (654)
7. Klein Trebbow (1 080)
8. Lübstorf (1 569)
9. Lützow * (1 569)
10. Perlin (378)
11. Pingelshagen (543)
12. Pokrent (678)
13. Schildetal (774)
14. Seehof (941)
15. Zickhusen (522)

- 6. Neuburg (6 264)

1. Benz (660)
2. Blowatz (1 084)
3. Boiensdorf (511)
4. Hornstorf (1 271)
5. Krusenhagen (590)
6. Neuburg * (2 148)

- 7. Neukloster-Warin (10 874)

1. Bibow (361)
2. Glasin (793)
3. Jesendorf (502)
4. Lübberstorf (233)
5. Neukloster, città * (4 014)
6. Passee (199)
7. Warin, città (3 195)
8. Zurow (1 275)
9. Züsow (302)

- 8. Rehna (9 728)

1. Carlow (1 226)
2. Dechow (191)
3. Groß Molzahn (400)
4. Holdorf (405)
5. Königsfeld (984)
6. Rehna, città * (3 605)
7. Rieps (367)
8. Schlagsdorf (1 218)
9. Thandorf (194)
10. Utecht (432)
11. Wedendorfersee (706)

- 9. Schönberger Land (18 564)

1. Dassow, città (4 038)
2. Grieben (162)
3. Lüdersdorf (5 330)
4. Menzendorf (242)
5. Roduchelstorf (251)
6. Schönberg, città * (4 711)
7. Selmsdorf (3 192)
8. Siemz-Niendorf (638)